# 小僧
小僧（こぞう）は、一人前でない僧侶、修行中の者を指す語である。

## 概要
本来は大僧への対義語であり、「しょうそう」と読む。戒行に欠けた僧、修行が未熟な僧の意味で、私度僧の称でもあった。また僧侶の謙遜語としても用いられた。
そこから転じて、若年や年少の僧を指すようになり、平安中末期には修行が未熟という蔑視的な意味でも用いられるようになった。
近世末期以降では男児への蔑称や、商店などの年少使用人の称（丁稚ともいう）にも使われるようになった。
年上の人間（主に男性）が少年に向かって呼びかける際にも使われる。この場合「坊主」とほぼ同義。

## 小僧の名を冠する事例
- 小便小僧
- 小僧寿し
- ちょんまげ小僧
- 鼠小僧
- 膝擦り小僧 - ローリング族
- 野球小僧